# Tribhuvana Mahadevi II
Tribhuvana Mahadevi II, död efter 896, var regerande drottning av Bhauma-Karadynastins kungarike Toshala i Kalinga i Indien 890-896.
Hon var dotter till kung Janmejaya I ur Somavamshidynastins grannrike. Hon gifte sig med Subhakara IV. Paret fick inga barn, och hennes make efterträddes vid sin död 882 av sin bror Sivakaradeva III. 
När hennes svåger avled 890 besteg hon tronen med stöd av sin far, som var grannrikets regent, och flera dokument är bevarade där hon hyllar sin far. 
När hennes fars rike attackerades 896 och han distraherades från att kunna stödja hennes regim, iscensattes en kupp av en hovkamarilla som uppsatte hennes svägerska Tribhuvana Mahadevi III på tronen. 
Själv överlevde hon kuppen och tilläts återvända till sin fars hov. 